# Jogador da partida
Jogador da partida (em inglês: Player of the Match), craque do jogo, rei da partida (em inglês: King of the Match) ou homem da partida (em inglês: Man of the Match), nos esportes coletivos, é o prêmio frequentemente dado ao jogador em destaque em uma partida de um esporte particular. Este pode ser um jogador de qualquer equipe, seja perdedora ou vencedora, embora o jogador geralmente escolhido é da equipe vencedora.
Alguns esportes têm tradições únicas em relação a esses prêmios, e são especialmente dadas em partidas de campeonatos ou Jogo das estrelas. Na Austrália, o termo "best and fairest" é normalmente usado, tanto para jogos individuais quanto para premiações de longa temporada. Em algumas competições, particularmente na América do Norte, os termos "Jogador Mais Valioso" (MVP) ou "most outstanding player" (MOP) são usados. No hóquei no gelo na América do Norte, três jogadores do jogo, chamados de "three stars", são reconhecidos.

## Esportes

### Futebol
No futebol, o prêmio normalmente vai para um jogador do lado vencedor. Jogadores que fazem um hat-trick (três gols em uma partida), ou goleiros que não sofrem gols em toda a partida sob pressão, muitas vezes recebem o prêmio. Os goleadores de hat-trick geralmente recebem a bola de partida, sejam eles oficialmente nomeados como o melhor jogador da partida ou não.
O homem da partida é muitas vezes escolhido por um comentarista de televisão ou um patrocinador. No entanto, nem todas as competições têm o prêmio Man of the Match oficial, por isso às vezes os elogios são dados por sites ou jornais. Na Liga Inglesa, por exemplo, um jogador recebe um troféu pequeno preto e de ouro por sua grande performance na partida.